# Albacete Balompié
Albacete Balompié er en spansk fodboldklub, der i øjeblikket spiller i LaLiga 1 2 3. Den er organiseret som et sportsselskab og repræsenterer den spanske by Albacete i den autonome region Castilien-La Mancha. 
Den blev grundlagt den 1. august 1940, som resultatet af fusionen mellem de to vigtigste klubber i byen, Albacete Foot-ball Club og Club Deportivo Albacete, hvorfra Sociedad Deportiva Albacete Foot-balls Association opstod. Klubbens navn blev dog ændret til Albacete Balompié i 1941.
Farven, der identificerer klubben, er hvid, som det også er fremgået af hjemmebanedragten siden grundlæggelsen. Siden 1960 har hjemmebanen været Carlos Belmonte Stadion med kapacitet på 18.000 tilskuere. Stadionen ejes af Albacete Kommune.
Albacete Balompié er et historisk hold i spansk fodbold. Det er det eneste hold fra Castilien-La Mancha, der har spillet i Primera División. De har spillet i den bedste række i syv sæsoner fordelt over to perioder, ud over 22 i den næstbedste, ni i den tredjebedste og 29 i den fjerdebedste, og har vundet et mesterskabstrofæ som vindere af Segunda División (1990-91), to trofæer i Segunda División "B" (1989-90 og 2013-14 ) og otte af tredje division.
I sin debut i La Liga sluttede den såkaldte "mekaniske ost" på syvende pladsen, og kvalificerede sig til at spille UEFA Cup. I 1994-1995-sæsonen var de et skridt væk fra Copa del Rey-finalen efter at have tabt til Valencia CF i semifinalerne i returkampen.
Den 18. juli 2017 skiftede klubben ejere, og gruppen Skyline International overtog 'Alba' med Georges Kabchi som chef, som siden den dato er den 31. præsident for La Mancha-klubben.
Dets reservehold, Atlético Albacete, spiller for tiden i Gruppe XVIII i Tercera División. Dens kvindelige afdeling, Fundación Albacete, spiller i Primeria División (Liga Iberdrola). 